# Psiloderces pingguo
Espèce
Psiloderces pingguo est une espèce d'araignées aranéomorphes de la famille des Psilodercidae.

## Distribution
Cette espèce est endémique de la province de Ninh Thuận au Viêt Nam. Elle se rencontre dans le parc national de Núi Chúa.

## Description
Le mâle holotype mesure 1,25 mm et la femelle paratype 1,56 mm.

## Publication originale
- Chang & Li, 2020 : Fourteen new species of the spider genus Psiloderces Simon, 1892 from Southeast Asia (Araneae, Psilodercidae). ZooKeys, vol. 902, p. 61-105 (texte intégral).